# Cumberlandsauce

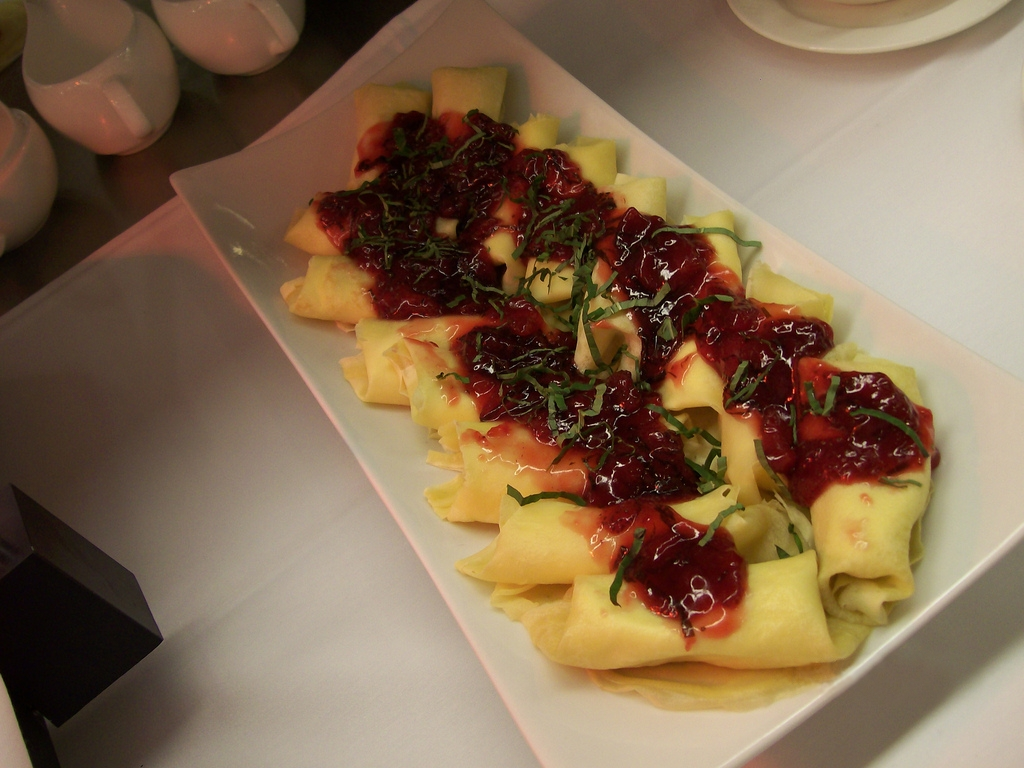
Crêpes mit Cumberlandsauce

Cumberlandsauce ist eine pikante Tafelsauce der klassischen englischen und französischen Küche aus rotem Johannisbeergelee, Portwein und Gewürzen. Sie wird kalt zu Schinken, Pasteten, Lamm- und Rindfleisch oder Wild serviert. 
Zur Zubereitung wird 
Johannisbeergelee mit Orangen- und Zitronensaft sowie Senf verrührt, feine Streifen von Orangenschale und Schalotten, je nach Rezept auch Ingwer, in Rotwein gedünstet, alles vermischt und mit Portwein und Cayennepfeffer abgeschmeckt.
Cumberlandsauce ist auch als Handelsware erhältlich.

## Geschichte
Benannt wurde die Cumberlandsauce angeblich nach Prinz Wilhelm August, Herzog von Cumberland, bei dessen Aufenthalt in Hannover während des Siebenjährigen Kriegs sie von einem Hofkoch erfunden worden sein soll. Nach einer anderen Version geht sie auf einen anderen Herzog von Cumberland zurück, auf Ernst August I.
Die englische Autorin Elizabeth David hat ermittelt, dass der Name Cumberlandsauce erstmals 1904 in einem französischen Kochbuch auftauche, in La Cuisine Anglaise von Alfred Suzanne. Das Rezept für diese Sauce entspräche im Wesentlichen einem Rezept aus dem Jahr 1853 von Soyer, das jedoch diesen Namen nicht verwendet. Bekannt worden sei diese Würzsauce erst durch Auguste Escoffier. In bekannten englischen Rezeptsammlungen aus dem Ende des 19. Jahrhunderts komme keine Cumberlandsauce vor.

## Belege
1. 1 2  Alan Davidson: The Oxford Companion to Food. 2nd edition, edited by Tom Jaine. Oxford University Press, Oxford u. a. 2006, ISBN 0-19-280681-5, S. 233: Cumberland sauce.